# Volvo XC40
| Sterne im Euro-NCAP-Crashtest (2018) | 5 Sterne im Euro-NCAP-Crashtest |

Der Volvo XC40 (Typ 536 und 539) ist ein Kompakt-SUV der schwedischen Automobilmarke Volvo. Das Fahrzeug ist unter den SUV XC60 und XC90 platziert und war bis zum Erscheinen des Volvo EX30 im Juni 2023 das kleinste SUV der Marke. Die batterieelektrische Variante wird zum Modelljahr 2025 in Volvo EX40 umbenannt.

## Geschichte
Bereits im Mai 2016 zeigte der Hersteller mit der Designstudie Volvo Concept Car 40.1 einen ersten Ausblick auf den XC40. Vorgestellt wurde die Serienversion am 21. September 2017 in Mailand, gebaut wird sie seit Ende 2017 im belgischen Werk der Volvo Cars Gent N. V. und im chinesischen Luqiao. Das Basismodell folgte im Frühjahr 2018. Der Marktstart für den XC40 war für den 10. März 2018 angesetzt.
Der Volvo XC40 gewann 2018 als zweites SUV überhaupt nach der zweiten Generation des Peugeot 3008 im vorigen Jahr die europäische Auszeichnung Auto des Jahres. Außerdem gewann er 2018 die Auszeichnung „Women’s Car of the Year“ sowie „Familienauto des Jahres 2018“.
Am 16. Oktober 2019 präsentierte Volvo mit dem XC40 Recharge eine batterieelektrisch angetriebene Variante des Fahrzeugs mit dem Antriebsstrang aus dem Polestar 2. Die Serienversion wird seit Oktober 2020 produziert. Nach WLTP soll seine Reichweite bei etwa 400 Kilometern liegen, der Akkumulator soll 78 Kilowattstunden bereitstellen. Eine schwächere Variante mit Vorderradantrieb folgte im September 2021. Als Betriebssystem war derzeit das Android Automotive OS von Google geplant.
Auf Basis des Recharge präsentierte Volvo am 2. März 2021 den C40, der auch als Nachfolger des 2019 eingestellten V40 genannt wird. Die Änderungen gegenüber dem XC40 belaufen sich hauptsächlich auf einen veränderten Dachverlauf, weshalb das Modell auch als „SUV-Coupé“ bezeichnet wird.
Eine überarbeitete Version des XC40 präsentierte Volvo im Februar 2022. Dabei wurde die Front der Recharge-Version an die des C40 angeglichen, die Nebelscheinwerfer bekamen eine der Form des Tagfahrlichts entsprechende Einfassung. Ende 2022 wurden die elektrischen Antriebe überarbeitet.

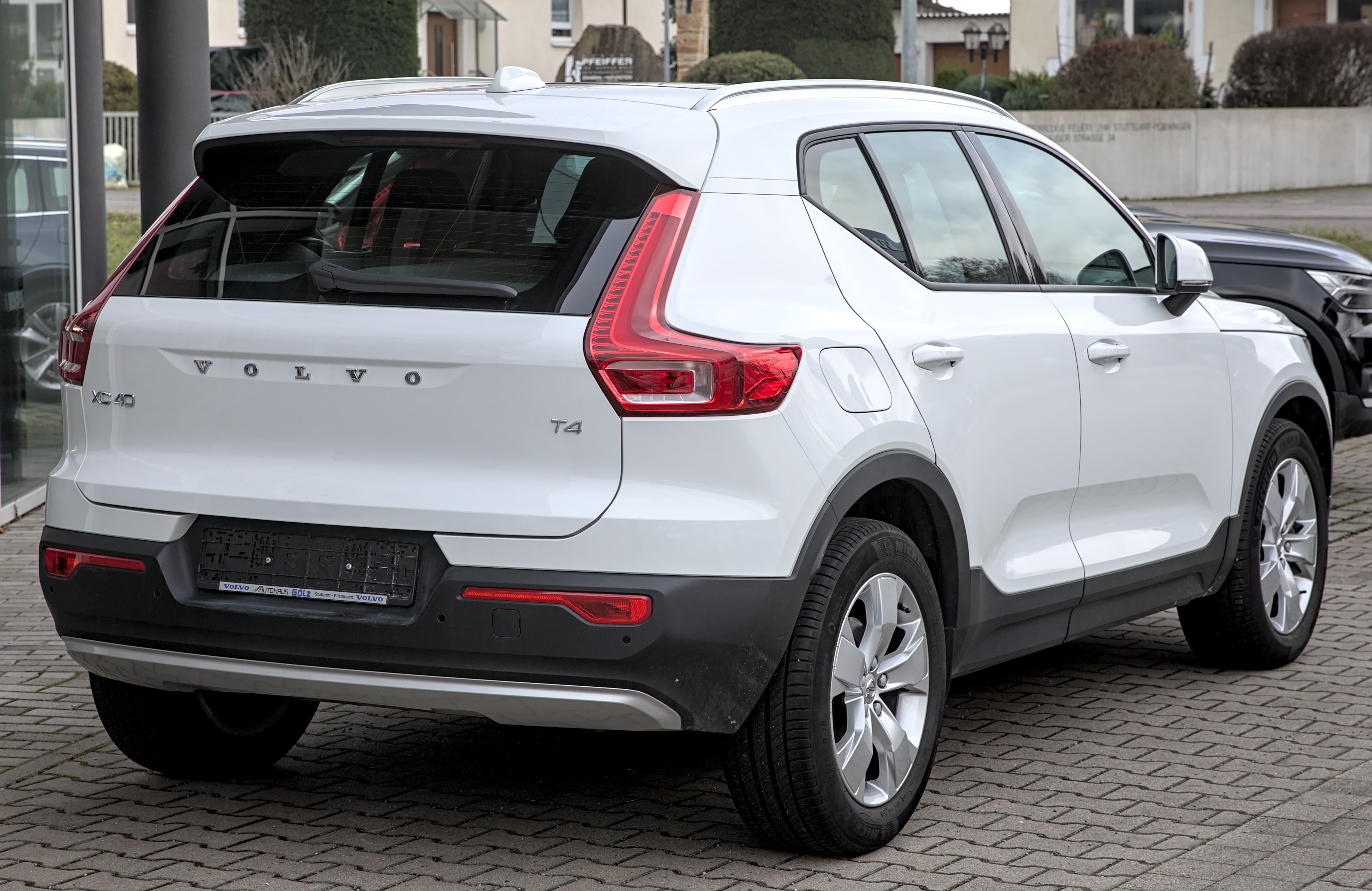
Heckansicht
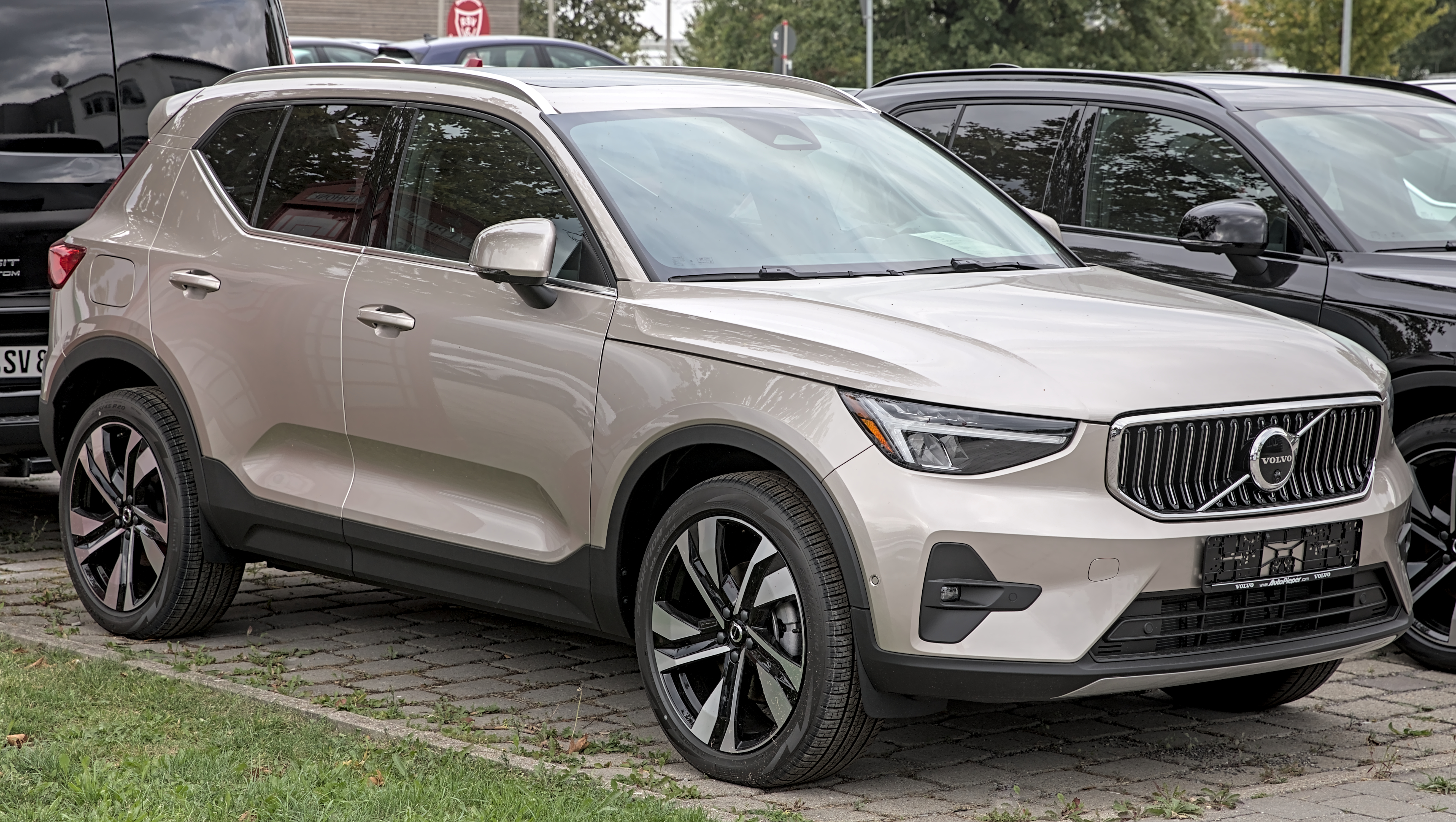
Volvo XC40 (seit 2022)
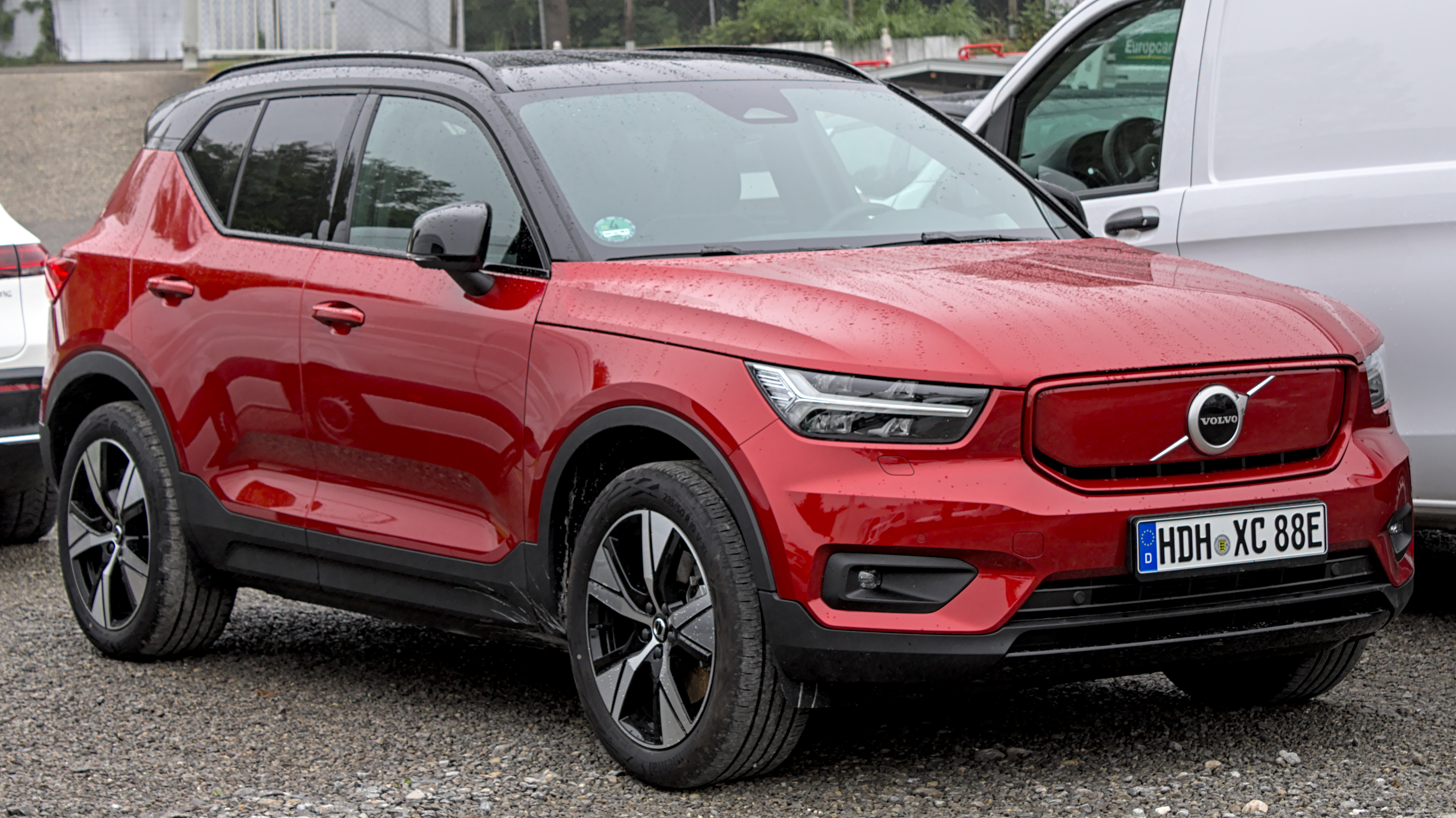
Volvo XC40 Recharge (2020–2022)
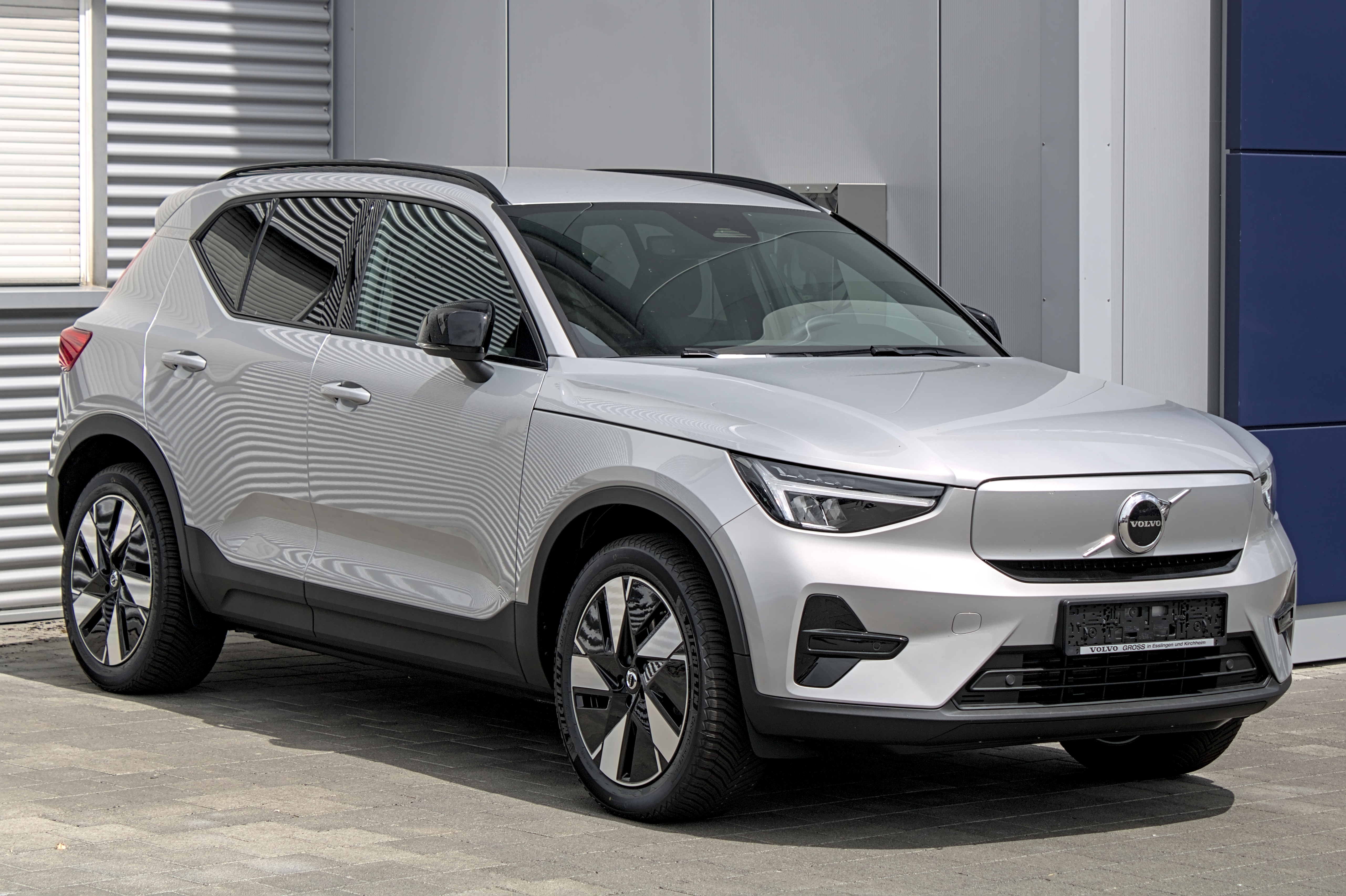
Volvo XC40 Recharge (seit 2022)
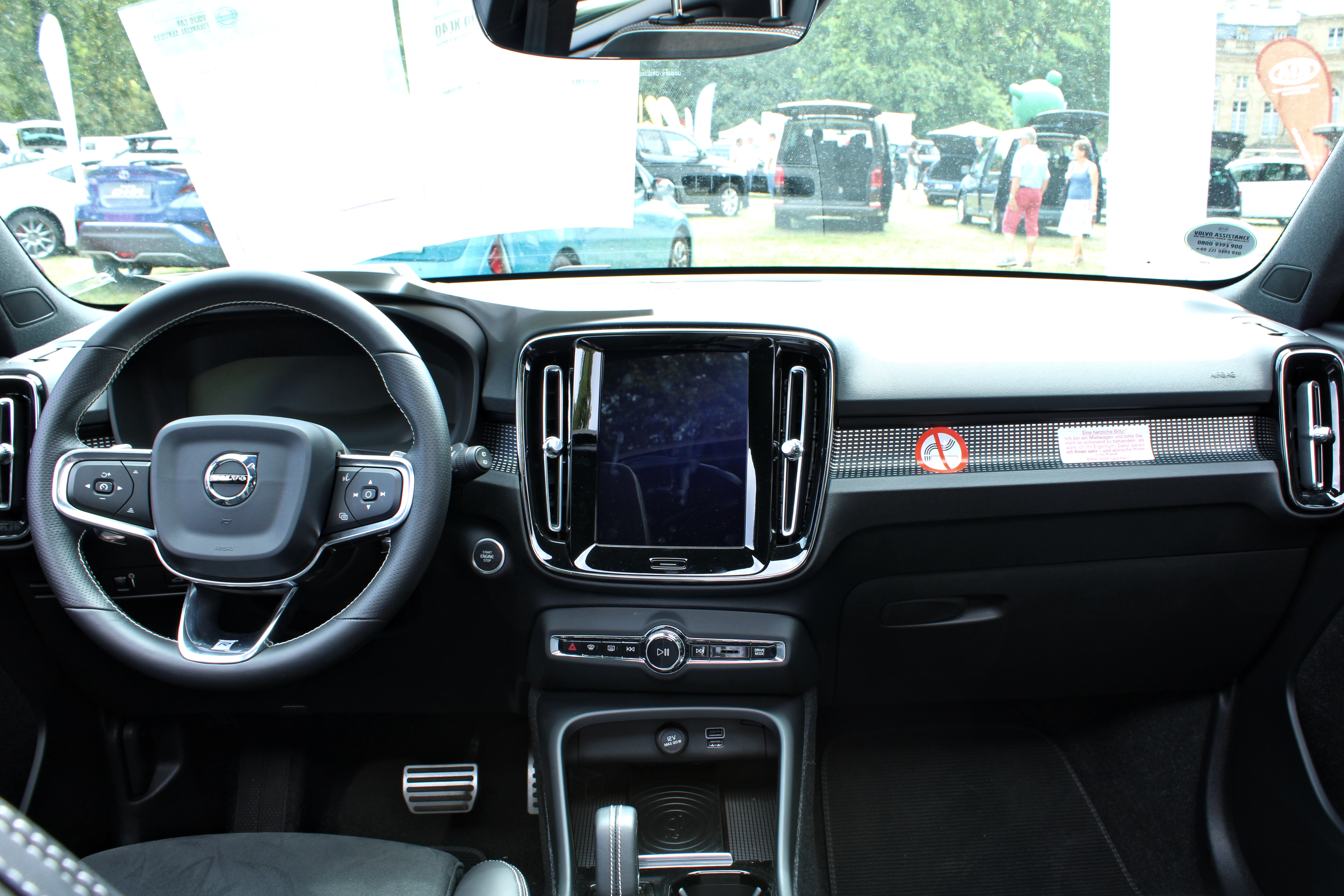
Innenansicht

## Technik
Das SUV ist das erste Fahrzeug von Volvo, das auf der modularen Compact Modular Architecture (CMA)-Plattform basiert, die auch der chinesische Mutterkonzern Geely nutzt. Weitere Modelle, die auf der neuen Plattform aufbauen, sind der Lynk & Co 01, der Geely Xingyue S oder der Polestar 2. Der XC40 hat vorn MacPherson-Federbeine und eine Mehrlenkerhinterachse.
Das Infotainmentsystem mit dem aufrecht stehenden Touchscreen in der Mittelkonsole übernimmt der XC40 aus den größeren Modellen. Seit der Modellpflege 2022 ist es Android-basiert. Die Ultimate-Version hat seitdem adaptive Pixel-LED-Scheinwerfer.

### Ladefähigkeit
Der batterieelektrischen Varianten können per Wechselstrom (AC) mit maximal 11 kW geladen werden. An einer CCS-Schnellladesäule (DC) kann mit maximal 150 kW geladen werden, ab Modelljahr 2024 beim Single Motor Extended Range und beim Twin Motor mit bis zu 205 kW.

## Ausstattungslinien
In Deutschland werden die Ausstattungslinien XC40 Basis (Grundausstattung), XC40 Momentum, XC40 R-Design und XC40 Inscription angeboten. Seit 2022 gibt es vier neue Ausstattungslinien: Essential (Grundausstattung), Core, Plus (Dark/ Bright) und Ultimate (Dark/ Bright).
Als erster Volvo verfügt der XC40 über eine private Carsharing-Funktion. Dabei können Familienangehörige das SUV über eine App öffnen und starten.

## Technische Daten
Zum Marktstart übernahm entweder ein 182 kW (247 PS) starker Zweiliter-Ottomotor oder ein 140 kW (190 PS) starker Zweiliter-Dieselmotor den Antrieb. Beiden Varianten gemeinsam ist der Allradantrieb und eine 8-Gang-Geartronic. Im Frühjahr 2018 folgten ein Dreizylinder-Ottomotor mit 1,5-Litern Hubraum und 115 kW (156 PS) und ein Vierzylinder-Dieselmotor mit zwei Litern Hubraum und 110 kW (150 PS). Der Dreizylinder basiert auf demselben Motorenbaukasten wie der Vierzylinder-Ottomotor. Der Dreizylinder sowie der Zweiliter-Diesel verfügen in der Basisausstattung über Vorderradantrieb und ein 6-Gang-Schaltgetriebe. Im September 2019 folgte ein Plug-in-Hybrid, der auch im Lynk & Co 01 zum Einsatz kommt. Im Mai 2020 wurde er um eine schwächere Variante ergänzt. Bereits drei Monate zuvor wurden die Benziner überarbeitet. Dabei wurde ein neues Basismodell mit 95 kW (129 PS) eingeführt. Außerdem wurden zwei Antriebe durch Mildhybride elektrifiziert.

### Ottomotoren
|                                                                  | T2                                                            | T3                                                            | T3                                                            | B3                                                                        | T4                                                            | T4 AWD                                                        | B4                                                                        | B4                                                                        | B4 AWD                                                                    | B4 AWD                                                                    | T5 AWD                                                        | T5 AWD Polestar Performance                                   | B5 AWD                                                                    | T4 Recharge                                                                                 | T5 Recharge                                                                                 |
| ---------------------------------------------------------------- | ------------------------------------------------------------- | ------------------------------------------------------------- | ------------------------------------------------------------- | ------------------------------------------------------------------------- | ------------------------------------------------------------- | ------------------------------------------------------------- | ------------------------------------------------------------------------- | ------------------------------------------------------------------------- | ------------------------------------------------------------------------- | ------------------------------------------------------------------------- | ------------------------------------------------------------- | ------------------------------------------------------------- | ------------------------------------------------------------------------- | ------------------------------------------------------------------------------------------- | ------------------------------------------------------------------------------------------- |
| Bauzeitraum                                                      | 02/2020–01/2024                                               | 03/2018–03/2019                                               | 03/2019–11/2021                                               | seit 11/2021                                                              | 03/2018–02/2020                                               | 03/2018–02/2020                                               | 02/2020–11/2021                                                           | seit 11/2021                                                              | 02/2020–11/2021                                                           | 11/2021–10/2022                                                           | 03/2018–02/2020                                               | 03/2019–02/2020                                               | 02/2020–10/2022                                                           | 05/2020–01/2024                                                                             | 09/2019–01/2024                                                                             |
| Motortyp                                                         | Dreizylinder-Ottomotor in Reihenbauart und Direkteinspritzung | Dreizylinder-Ottomotor in Reihenbauart und Direkteinspritzung | Dreizylinder-Ottomotor in Reihenbauart und Direkteinspritzung | Vierzylinder-Ottomotor in Reihenbauart und Direkteinspritzung, Mildhybrid | Vierzylinder-Ottomotor in Reihenbauart und Direkteinspritzung | Vierzylinder-Ottomotor in Reihenbauart und Direkteinspritzung | Vierzylinder-Ottomotor in Reihenbauart und Direkteinspritzung, Mildhybrid | Vierzylinder-Ottomotor in Reihenbauart und Direkteinspritzung, Mildhybrid | Vierzylinder-Ottomotor in Reihenbauart und Direkteinspritzung, Mildhybrid | Vierzylinder-Ottomotor in Reihenbauart und Direkteinspritzung, Mildhybrid | Vierzylinder-Ottomotor in Reihenbauart und Direkteinspritzung | Vierzylinder-Ottomotor in Reihenbauart und Direkteinspritzung | Vierzylinder-Ottomotor in Reihenbauart und Direkteinspritzung, Mildhybrid | Plug-in-Hybrid (Otto/Elektro) Dreizylinder-Ottomotor in Reihenbauart und Direkteinspritzung | Plug-in-Hybrid (Otto/Elektro) Dreizylinder-Ottomotor in Reihenbauart und Direkteinspritzung |
| Nockenwellenantrieb                                              |                                                               |                                                               |                                                               |                                                                           |                                                               |                                                               |                                                                           | Zahnriemen                                                                | Zahnriemen                                                                | Zahnriemen                                                                |                                                               |                                                               |                                                                           |                                                                                             |                                                                                             |
| Motoraufladung                                                   | Turbolader                                                    | Turbolader                                                    | Turbolader                                                    | Turbolader                                                                | Turbolader                                                    | Turbolader                                                    | Turbolader                                                                | Turbolader                                                                | Turbolader                                                                | Turbolader                                                                | Turbolader                                                    | Turbolader                                                    | Turbolader                                                                | Turbolader                                                                                  | Turbolader                                                                                  |
| Hubraum                                                          | 1477 cm³                                                      | 1477 cm³                                                      | 1477 cm³                                                      | 1969 cm³                                                                  | 1969 cm³                                                      | 1969 cm³                                                      | 1969 cm³                                                                  | 1969 cm³                                                                  | 1969 cm³                                                                  | 1969 cm³                                                                  | 1969 cm³                                                      | 1969 cm³                                                      | 1969 cm³                                                                  | 1477 cm³                                                                                    | 1477 cm³                                                                                    |
| max. Leistung bei min−1                                          | 95 kW (129 PS) bei 5000/min                                   | 115 kW (156 PS) bei 5000/min                                  | 120 kW (163 PS) bei 5500/min                                  | 120 kW (163 PS) bei 4750–5250/min                                         | 140 kW (190 PS) bei 4700/min                                  | 140 kW (190 PS) bei 4700/min                                  | 145 kW (197 PS) bei 4800–5400/min                                         | 145 kW (197 PS) bei 4750–5250/min                                         | 145 kW (197 PS) bei 4800–5400/min                                         | 145 kW (197 PS) bei 4750–5250/min                                         | 182 kW (247 PS) bei 5500/min                                  | 184 kW (250 PS) bei 5500/min                                  | 184 kW (250 PS) bei 5400–5700/min                                         | 95 kW (129 PS) bei 5000/min + 60 kW (82 PS)                                                 | 132 kW (180 PS) bei 5800/min + 60 kW (82 PS)                                                |
| max. Drehmoment bei min−1                                        | 245 Nm bei 1600–3000/min                                      | 265 Nm bei 1850–3850/min                                      | 265 Nm bei 1850–3000/min [1500–3000/min]                      | 265 Nm bei 1500–4000/min                                                  | 300 Nm bei 1400–4000/min                                      | 300 Nm bei 1400–4000/min                                      | 300 Nm bei 1500–4200/min                                                  | 300 Nm bei 1500–4500/min                                                  | 300 Nm bei 1500–4200/min                                                  | 300 Nm bei 1500–4500/min                                                  | 350 Nm bei 1800–4800/min                                      | 400 Nm bei 1800–4800/min                                      | 350 Nm bei 1800–4800/min                                                  | 245 Nm bei 1600–3000/min + 160 Nm                                                           | 265 Nm bei 1500–3000/min + 160 Nm                                                           |
| Antriebsart, serienmäßig                                         | Vorderradantrieb                                              | Vorderradantrieb                                              | Vorderradantrieb                                              | Vorderradantrieb                                                          | Vorderradantrieb                                              | Allradantrieb (AWD)                                           | Vorderradantrieb                                                          | Vorderradantrieb                                                          | Allradantrieb (AWD)                                                       | Allradantrieb (AWD)                                                       | Allradantrieb (AWD)                                           | Allradantrieb (AWD)                                           | Allradantrieb (AWD)                                                       | Vorderradantrieb                                                                            | Vorderradantrieb                                                                            |
| Getriebe, serienmäßig                                            | bis 2022: 6-Gang-Schaltgetriebe, seit 2023: 8-Gang-Geartronic | 6-Gang-Schaltgetriebe                                         | 6-Gang-Schaltgetriebe                                         | 7-Gang-Doppelkupplungsgetriebe                                            | 8-Gang-Geartronic                                             | 8-Gang-Geartronic                                             | 8-Gang-Geartronic                                                         | 7-Gang-Doppelkupplungsgetriebe                                            | 8-Gang-Geartronic                                                         | 7-Gang-Doppelkupplungsgetriebe                                            | 8-Gang-Geartronic                                             | 8-Gang-Geartronic                                             | 8-Gang-Geartronic                                                         | 7-Gang-Doppelkupplungsgetriebe                                                              | 7-Gang-Doppelkupplungsgetriebe                                                              |
| Getriebe, optional                                               | —                                                             | [8-Gang-Geartronic]                                           | [8-Gang-Geartronic]                                           | —                                                                         | —                                                             | —                                                             | —                                                                         | —                                                                         | —                                                                         | —                                                                         | —                                                             | —                                                             | —                                                                         | —                                                                                           | —                                                                                           |
| Beschleunigung, 0–100 km/h                                       | 10,9 s                                                        | 9,3 s [9,6 s]                                                 | 9,3 s [9,6 s]                                                 | 9,6 s                                                                     | 8,4 s                                                         | 8,5 s                                                         | 8,4 s                                                                     | 7,4 s                                                                     | 8,5 s                                                                     | 7,4 s                                                                     | 6,5 s                                                         | 6,5 s                                                         | 6,4 s                                                                     | 8,5 s                                                                                       | 7,3 s                                                                                       |
| Höchstgeschwindigkeit                                            | 180 km/h                                                      | 200 km/h [200 km/h]                                           | 200 km/h 1 [200 km/h 1]                                       | 180 km/h                                                                  | 210 km/h                                                      | 210 km/h                                                      | 180 km/h                                                                  | 180 km/h                                                                  | 180 km/h                                                                  | 180 km/h                                                                  | 230 km/h                                                      | 230 km/h                                                      | 180 km/h                                                                  | 180 km/h                                                                                    | 205 km/h 1                                                                                  |
| Leergewicht                                                      | 1580 kg                                                       | 1574 kg [1625 kg]                                             | 1574 kg [1625 kg]                                             | 1688 kg                                                                   | 1655 kg                                                       | 1717 kg                                                       | 1711 kg                                                                   | 1688 kg                                                                   | 1768 kg                                                                   | 1735 kg                                                                   | 1684 kg                                                       | 1684 kg                                                       | 1775 kg                                                                   | 1812 kg                                                                                     | 1812 kg                                                                                     |
| Kraftstoffverbrauch auf 100 km (kombiniert, nach EWG-Richtlinie) | 6,3–6,4 l Super                                               | 6,3–6,4 l Super [6,5–6,7 l Super]                             | 6,3–6,4 l Super [6,5–6,7 l Super]                             | 7,3–7,9 l Super                                                           | 6,6–6,8 l Super                                               | 6,9–7,1 l Super                                               | 6,5–6,6 l Super                                                           | 7,2–7,8 l Super                                                           | 7,0–7,2 l Super                                                           | 7,7–8,2 l Super                                                           | 7,1–7,2 l Super                                               | 7,1–7,2 l Super                                               | 7,0–7,2 l Super                                                           | 1,8–1,9 l Super                                                                             | 1,8–1,9 l Super                                                                             |
| CO2-Emission, kombiniert                                         | 142–146 g/km                                                  | 142–146 g/km [147–151 g/km]                                   | 142–146 g/km [147–151 g/km]                                   | 164–179 g/km                                                              | 154–158 g/km                                                  | 161–165 g/km                                                  | 147–151 g/km                                                              | 164–177 g/km                                                              | 159–163 g/km                                                              | 175–188 g/km                                                              | 164–168 g/km                                                  | 164–168 g/km                                                  | 159–163 g/km                                                              | 41–45 g/km                                                                                  | 41–45 g/km                                                                                  |
| Tankinhalt                                                       | 54 l                                                          | 54 l                                                          | 54 l                                                          | 54 l                                                                      | 54 l                                                          | 54 l                                                          | 54 l                                                                      | 54 l                                                                      | 54 l                                                                      | 54 l                                                                      | 54 l                                                          | 54 l                                                          | 54 l                                                                      | 48 l                                                                                        | 48 l                                                                                        |
| Abgasnorm nach EU-Klassifikation                                 | Euro 6d                                                       | Euro 6d-TEMP                                                  | Euro 6d-TEMP 2                                                | Euro 6d 3                                                                 | Euro 6d-TEMP                                                  | Euro 6d-TEMP                                                  | Euro 6d                                                                   | Euro 6d 3                                                                 | Euro 6d                                                                   | Euro 6d                                                                   | Euro 6d-TEMP                                                  | Euro 6d-TEMP                                                  | Euro 6d                                                                   | Euro 6d                                                                                     | Euro 6d-TEMP 2                                                                              |
| Wendekreis                                                       | 11,8 m                                                        | 11,8 m                                                        | 11,8 m                                                        | 11,8 m                                                                    | 11,8 m                                                        | 11,8 m                                                        | 11,8 m                                                                    | 11,8 m                                                                    | 11,8 m                                                                    | 11,8 m                                                                    | 11,8 m                                                        | 11,8 m                                                        | 11,8 m                                                                    | 11,8 m                                                                                      | 11,8 m                                                                                      |

### Dieselmotoren
|                                                                  | D3                                                                    | D3 AWD                                                                | D3 Polestar Performance                                               | D3 AWD Polestar Performance                                           | D4 AWD                                                                | D4 AWD Polestar Performance                                           |
| ---------------------------------------------------------------- | --------------------------------------------------------------------- | --------------------------------------------------------------------- | --------------------------------------------------------------------- | --------------------------------------------------------------------- | --------------------------------------------------------------------- | --------------------------------------------------------------------- |
| Bauzeitraum                                                      | 03/2018–06/2020                                                       | 03/2018–06/2020                                                       | 09/2019–06/2020                                                       | 09/2019–06/2020                                                       | 03/2018–06/2020                                                       | 03/2019–06/2020                                                       |
| Motortyp                                                         | Vierzylinder-Dieselmotor in Reihenbauart und Common-Rail-Einspritzung | Vierzylinder-Dieselmotor in Reihenbauart und Common-Rail-Einspritzung | Vierzylinder-Dieselmotor in Reihenbauart und Common-Rail-Einspritzung | Vierzylinder-Dieselmotor in Reihenbauart und Common-Rail-Einspritzung | Vierzylinder-Dieselmotor in Reihenbauart und Common-Rail-Einspritzung | Vierzylinder-Dieselmotor in Reihenbauart und Common-Rail-Einspritzung |
| Motoraufladung                                                   | Turbolader                                                            | Turbolader                                                            | Turbolader                                                            | Turbolader                                                            | Turbolader                                                            | Turbolader                                                            |
| Hubraum                                                          | 1969 cm³                                                              | 1969 cm³                                                              | 1969 cm³                                                              | 1969 cm³                                                              | 1969 cm³                                                              | 1969 cm³                                                              |
| max. Leistung bei min−1                                          | 110 kW (150 PS) bei 3750/min                                          | 110 kW (150 PS) bei 3750/min                                          | 118 kW (160 PS) bei 3750/min                                          | 118 kW (160 PS) bei 3750/min                                          | 140 kW (190 PS) bei 4000/min                                          | 147 kW (200 PS) bei 4000/min                                          |
| max. Drehmoment bei min−1                                        | 320 Nm bei 1750–3000/min                                              | 320 Nm bei 1750–3000/min                                              | 360 Nm bei 1750–3000/min                                              | 360 Nm bei 1750–3000/min                                              | 400 Nm bei 1750–2500/min                                              | 440 Nm bei 1750–2500/min                                              |
| Antriebsart, serienmäßig                                         | Vorderradantrieb                                                      | Allradantrieb (AWD)                                                   | Vorderradantrieb                                                      | Allradantrieb (AWD)                                                   | Allradantrieb (AWD)                                                   | Allradantrieb (AWD)                                                   |
| Getriebe, serienmäßig                                            | 6-Gang-Schaltgetriebe                                                 | 6-Gang-Schaltgetriebe                                                 | 6-Gang-Schaltgetriebe                                                 | 6-Gang-Schaltgetriebe                                                 | 8-Gang-Geartronic                                                     | 8-Gang-Geartronic                                                     |
| Getriebe, optional                                               | [8-Gang-Geartronic]                                                   | [8-Gang-Geartronic]                                                   | [8-Gang-Geartronic]                                                   | [8-Gang-Geartronic]                                                   | —                                                                     | —                                                                     |
| Beschleunigung, 0–100 km/h                                       | 9,9 s [10,2 s]                                                        | 10,2 s [10,4 s]                                                       | 9,9 s [10,2 s]                                                        | 10,2 s [10,4 s]                                                       | 7,9 s                                                                 | 7,9 s                                                                 |
| Höchstgeschwindigkeit                                            | 200 km/h 1 [200 km/h 1]                                               | 200 km/h 1 [200 km/h 1]                                               | 200 km/h 1 [200 km/h 1]                                               | 200 km/h 1 [200 km/h 1]                                               | 210 km/h 1                                                            | 210 km/h 1                                                            |
| Leergewicht                                                      | 1650 kg [1681 kg]                                                     | 1742 kg [1742 kg]                                                     | 1650 kg [1681 kg]                                                     | 1742 kg [1742 kg]                                                     | 1735 kg                                                               | 1735 kg                                                               |
| Kraftstoffverbrauch auf 100 km (kombiniert, nach EWG-Richtlinie) | 4,8–4,9 l Diesel [5,0–5,1 l Diesel]                                   | 5,4–5,6 l Diesel [5,4–5,5 l Diesel]                                   | 4,8–4,9 l Diesel [5,0–5,1 l Diesel]                                   | 5,4–5,6 l Diesel [5,4–5,5 l Diesel]                                   | 5,0–5,1 l Diesel                                                      | 5,0–5,1 l Diesel                                                      |
| CO2-Emission, kombiniert                                         | 127–130 g/km [131–134 g/km]                                           | 137–141 g/km [141–144 g/km]                                           | 127–130 g/km [131–134 g/km]                                           | 137–141 g/km [141–144 g/km]                                           | 131–135 g/km                                                          | 131–135 g/km                                                          |
| Tankinhalt                                                       | 54 l                                                                  | 54 l                                                                  | 54 l                                                                  | 54 l                                                                  | 54 l                                                                  | 54 l                                                                  |
| Abgasnorm nach EU-Klassifikation                                 | Euro 6d-TEMP                                                          | Euro 6d-TEMP                                                          | Euro 6d-TEMP                                                          | Euro 6d-TEMP                                                          | Euro 6d-TEMP                                                          | Euro 6d-TEMP                                                          |
| Wendekreis                                                       | 11,8 m                                                                | 11,8 m                                                                | 11,8 m                                                                | 11,8 m                                                                | 11,8 m                                                                | 11,8 m                                                                |

### Elektromotoren
|                                                        | Single Motor                       | Single Motor                 | Single Motor                 | Twin Motor (bis 09/2021: P8 Recharge) | Twin Motor                   | Twin Motor Performance       |
| ------------------------------------------------------ | ---------------------------------- | ---------------------------- | ---------------------------- | ------------------------------------- | ---------------------------- | ---------------------------- |
| Bauzeitraum                                            | 09/2021–11/2022                    | seit 11/2022                 | seit 11/2022                 | 10/2020–11/2022                       | seit 11/2022                 | seit 02/2024                 |
| Motorkenndaten                                         |                                    |                              |                              |                                       |                              |                              |
| Motortyp                                               | Elektromotor                       | Elektromotor                 | Elektromotor                 | 2 Elektromotoren                      | 2 Elektromotoren             | 2 Elektromotoren             |
| max. Leistung bei min−1                                | 170 kW (231 PS) bei 4919–11000/min | 175 kW (238 PS) bei 5500/min | 185 kW (252 PS) bei 6000/min | 300 kW (408 PS) bei 4300–13900/min    | 300 kW (408 PS) bei 7000/min | 325 kW (441 PS) bei 6000/min |
| max. Drehmoment bei min−1                              | 330 Nm bei 0–4919/min              | 420 Nm bei 0–4053/min        | 420 Nm bei 0–4288/min        | 660 Nm bei 0–4350/min                 | 670 Nm bei 0–4404/min        | 670 Nm bei 0–5200/min        |
| Kraftübertragung                                       |                                    |                              |                              |                                       |                              |                              |
| Antriebsart                                            | Vorderradantrieb                   | Hinterradantrieb             | Hinterradantrieb             | Allradantrieb (AWD)                   | Allradantrieb (AWD)          | Allradantrieb (AWD)          |
| Getriebe                                               | 1-Gang-Getriebe                    | 1-Gang-Getriebe              | 1-Gang-Getriebe              | 1-Gang-Getriebe                       | 1-Gang-Getriebe              | 1-Gang-Getriebe              |
| Antriebsbatterie                                       |                                    |                              |                              |                                       |                              |                              |
| Zellchemie                                             | NMC                                | NMC                          | NMC                          | NMC                                   | NMC                          | NMC                          |
| Energieinhalt (brutto/nutzbar)                         | 69 kWh / 67 kWh                    | 69 kWh / 66 kWh              | 82 kWh / 79 kWh              | 78 kWh / 75 kWh                       | 82 kWh / 79 kWh              | 82 kWh / 79 kWh              |
| Messwerte                                              |                                    |                              |                              |                                       |                              |                              |
| Verbrauch auf 100 km (kombiniert, nach EWG-Richtlinie) | 18,7–19,7 kWh                      | k. A.                        | k. A.                        | 23,8–25,0 kWh                         | k. A.                        | k. A.                        |
| Verbrauch auf 100 km (nach WLTP, kombiniert)           | 18,6 kWh                           | 17,1–18,7 kWh                | 16,6–18,4 kWh                | 20,5 kWh                              | 17,6–19,4 kWh                | 17,6–19,4 kWh                |
| Reichweite nach WLTP, gewichtet                        | 424 km                             | 435–497 km                   | 520–576 km                   | 437 km                                | 485–539 km                   | 485–537 km                   |
| Beschleunigung, 0–100 km/h                             | 7,4 s                              | 7,3 s                        | 7,3 s                        | 4,9 s                                 | 4,8 s                        | 4,6 s                        |
| Höchstgeschwindigkeit                                  | 160 km/h                           | 180 km/h                     | 180 km/h                     | 180 km/h                              | 180 km/h                     | 180 km/h                     |
| Leergewicht                                            | 2030 kg                            | 2040 kg                      | 2075 kg                      | 2188 kg                               | 2170 kg                      | 2184 kg                      |
| Wendekreis                                             | 11,8 m                             | 11,8 m                       | 11,8 m                       | 11,8 m                                | 11,8 m                       | 11,8 m                       |

## Zulassungszahlen in Deutschland
Seit dem Marktstart bis einschließlich Dezember 2024 sind in der Bundesrepublik Deutschland insgesamt 80.831 Volvo XC40 neu zugelassen worden. Mit 13.167 Einheiten war 2021 das erfolgreichste Verkaufsjahr. Im Laufe der Zeit wurden die Dieselmotoren aus dem Programm genommen, die elektrifizierten Varianten (BEV und PHEV) gewannen mehr an Bedeutung. Parallel zum Entfall des PHEV Anfang 2024 nahmen die Mild-Hybrid-Benziner 2023 und 2024 stark an Bedeutung zu.
|  |

|  |

|  |

|  |

|  |

|  |

|  |

|  |

|  |

|  |

|  |

|  |

|  |

|  |

|  |

|  |

|  |

|  |

|  |

|  |

|  |

|  |

|  |

|  |

|  |

|  |

|  |

|  |

|  |

|  |

|  |

|  |

|  |

|  |

|  |

|  |

|  |

|  |

|  |

|  |

|  |

|  |

|  |

|  |

|  |

|  |

|  |

|  |

|  |

|  |

|  |

|  |

|  |

|  |

|  |

|  |

|  |

|  |

|  |

|  |

|  |

|  |

|  |

|  |

|  |

|  |

|  |

|  |

|  |

|  |

|  |

|  |

|  |

|  |

|  |

|  |

|  |

|  |

|  |

|  |

|  |

|  |

|  |

|  |

|  |

|  |

|  |

|  |

|  |

|  |

|  |

|  |

|  |

|  |

|  |

|  |

|  |

|  |

|  |

|  |

|  |

|  |

|  |

|  |

|  |

|  |

|  |

|  |

|  |

|  |

|  |

|  |

|  |

|  |

|  |

|  |

|  |

|  |

|  |

|  |

|  |

|  |

|  |

|  |

|  |

|  |

|  |

|  |

|  |

|  |

|  |

|  |

|  |

|  |

|  |

|  |

|  |

|  |

|  |

|  |

|  |

|  |

|  |

|  |

|  |

|  |

|  |

|  |

|  |

|  |

|  |

|  |

|  |

|  |

|  |

|  |

|  |

|  |

|  |

|  |

|  |

|  |

|  |

|  |

|  |

|  |

|  |

|  |

|  |

|  |

|  |

|  |

|  |

|  |

|  |

|  |

|  |

|  |

|  |

|  |

|  |

|  |

|  |

|  |

|  |

|  |

|  |

|  |

|  |

|  |

|  |

|  |

|  |

|  |

|  |

|  |

|  |

|  |

|  |

|  |

|  |

|  |

|  |

|  |

|  |

|  |

|  |

|  |

|  |

|  |

|  |

|  |

|  |

|  |

|  |

|  |

|  |

|  |

|  |

|  |

|  |

|  |

|  |

|  |

|  |

|  |

|  |

|  |

|  |

|  |

|  |

|  |

|  |

|  |

|  |

|  |

|  |

|  |

|  |

|  |

|  |

|  |

|  |

|  |

|  |

|  |

|  |

|  |

|  |

|  |

|  |

|  |

|  |

|  |

|  |

|  |

|  |

|  |

|  |

|  |

|  |

|  |

|  |

|  |

|  |

|  |

|  |

|  |

|  |

|  |

|  |

|  |

|  |

|  |

|  |

|  |

|  |

|  |

|  |

|  |

|  |

|  |

|  |

|  |

|  |

|  |

|  |

|  |

|  |

|  |

|  |

|  |

|  |

|  |

|  |

|  |

|  |

|  |

|  |

|  |

|  |

|  |

|  |

|  |

|  |

|  |

|  |

|  |

|  |

|  |

|  |

|  |

|  |

|  |

|  |

|  |

|  |

|  |

|  |

|  |

|  |

|  |

|  |

|  |

|  |

|  |

|  |

|  |

|  |

|  |

|  |

|  |

|  |

|  |

|  |

|  |

|  |

|  |

|  |

|  |

|  |

|  |

|  |

|  |

|  |

|  |

|  |

|  |

|  |

|  |

|  |

|  |

|  |

|  |

|  |

|  |

|  |

|  |

|  |

|  |

|  |

|  |

|  |

|  |

|  |

|  |

|  |

|  |

|  |

|  |

|  |

|  |

|  |

|  |

|  |

|  |

|  |

|  |

|  |

|  |

|  |

|  |

|  |

|  |

|  |

|  |

|  |

|  |

|  |

|  |

|  |

|  |

|  |

|  |

|  |

|  |

|  |

|  |

|  |

|  |

|  |

|  |

|  |

|  |

|  |

|  |

|  |

|  |

|  |

|  |

|  |

|  |

|  |

|  |

|  |

|  |

|  |

|  |

|  |

|  |

|  |

|  |

|  |

|  |

|  |

|  |

|  |

|  |

|  |

|  |

|  |

|  |

|  |

|  |

|  |

|  |

|  |

|  |

|  |

|  |

|  |

|  |

|  |

|  |

|  |

|  |

|  |

|  |

|  | Benziner (21.215) |

|  | Benziner (21.215) |

|  | Diesel (12.922) |

|  | Diesel (12.922) |

|  | Benzin-Hybrid (15.499) |

|  | Benzin-Hybrid (15.499) |

|  | Benzin-PHEV (17.128) |

|  | Benzin-PHEV (17.128) |

|  | Elektro (14.067) |

|  | Elektro (14.067) |

## Auszeichnungen
- 2018: Europas Auto des Jahres 2018[29][30]
- 2018: Women’s Car of the Year[31]
- 2018: Familienauto des Jahres[32]